# Вокзальна (станція метро, Київ)
50°26′30″ пн. ш. 30°29′15″ сх. д. / 50.44167° пн. ш. 30.48750° сх. д.
«Вокза́льна» — станція Київського метрополітену. Розташована на Святошинсько-Броварській лінії між станціями «Політехнічний інститут» і «Університет». Відкрита 6 листопада 1960 року у складі першої черги будівництва. Є однією з найбільш завантажених станцій київського метро.
З 1986 року станція має статус «пам'ятка архітектури місцевого значення», охоронний номер 192.

## Конструкція
Конструкція станції — пілонна трисклепінна з острівною платформою.
Колійний розвиток: пошерстний з'їзд з боку станції «Політехнічний інститут».

## Опис
Станція має три підземних зали — середній і два зали з посадковими платформами. Зали станції сполучені між собою рядами проходів-порталів, які чередуються з пілонами. Підземний зал з'єднаний із наземним вестибюлем тристрічковим одномаршевим ескалатором.
Станція — символ залізничних воріт міста. Задум архітекторів полягав у тому, що станція мала б знайомити гостей міста з деякими аспектами історії України. Великі медальйони з бронзового литва (художник О. Мизін) у пілонах центрального залу сприяють цьому. У торці залу знаходилася декоративна решітка з гербом Української РСР (до 1992 року, не зберігся). Облицювання пілонів з білого мармуру доволі складне з огляду на те, що вони до верху розширюються. Верх пілонів закріплений масивним карнизом з лекального мармуру, що свідчить про коштовність облицювання.
Наземний вестибюль (архітектори А. В. Добровольський, І. Л. Масленков) має двоповерхову будівлю, яка примикає до будинку приміського вокзалу станції Київ-Пасажирський. Поблизу також знаходиться станція швидкісного трамвая «Старовокзальна»
Станція обслуговує, крім залізничного вокзалу, завод «Транссигнал», універмаг «Україна», цирк, низку проєктних інститутів.

## Події
15 лютого 2016 року на даху павільйону станції «Вокзальна» було встановлено комерційну рекламну конструкцію площею 20,5 кв.м. Конструкція викликала значний негативний суспільний резонанс, що змусив рекламодавця уже 17 лютого усунути конструкцію.
Після виведення з обігу жетонів, у 2019-2021 роках на станції «Вокзальна» періодично утворювались величезні черги у касу метрополітену. 
15 листопада 2023 року на станції було проведено роботи із маскування рельєфних панно із зображенням більшовицьких лідерів та символів комуністичної ідеології. Цьому передували роботи керівництва метрополітену з отримання дозволів на демонтаж, що тривали з лютого 2023, громадськістю відповідні ініціативи в контексті декомунізації були озвучені ще у 2015 році. 

## Перспективи розвитку
У перспективі станція «Вокзальна» стане частиною пересадкового вузла з Подільсько-Вигурівською лінією.
Також для розвантаження станції ще з другої половини 1960-х років планується будівництво другого виходу. Станом на 2021 орієнтовний кошторис робіт оцінювався в понад 1 млрд грн. 

## Пасажиропотік
| Рік                           | 2009 | 2011 | 2012 | 2013 | 2014 | 2015 | 2016 | 2017 | 2018 | 2023 |
| ----------------------------- | ---- | ---- | ---- | ---- | ---- | ---- | ---- | ---- | ---- | ---- |
| Пасажиропотік, тис. осіб/добу | 64,7 | 68,3 | 66,3 | 66,5 | 58,3 | 55,9 | 45,9 | 54,0 | 54,8 | 33,3 |

## Галерея

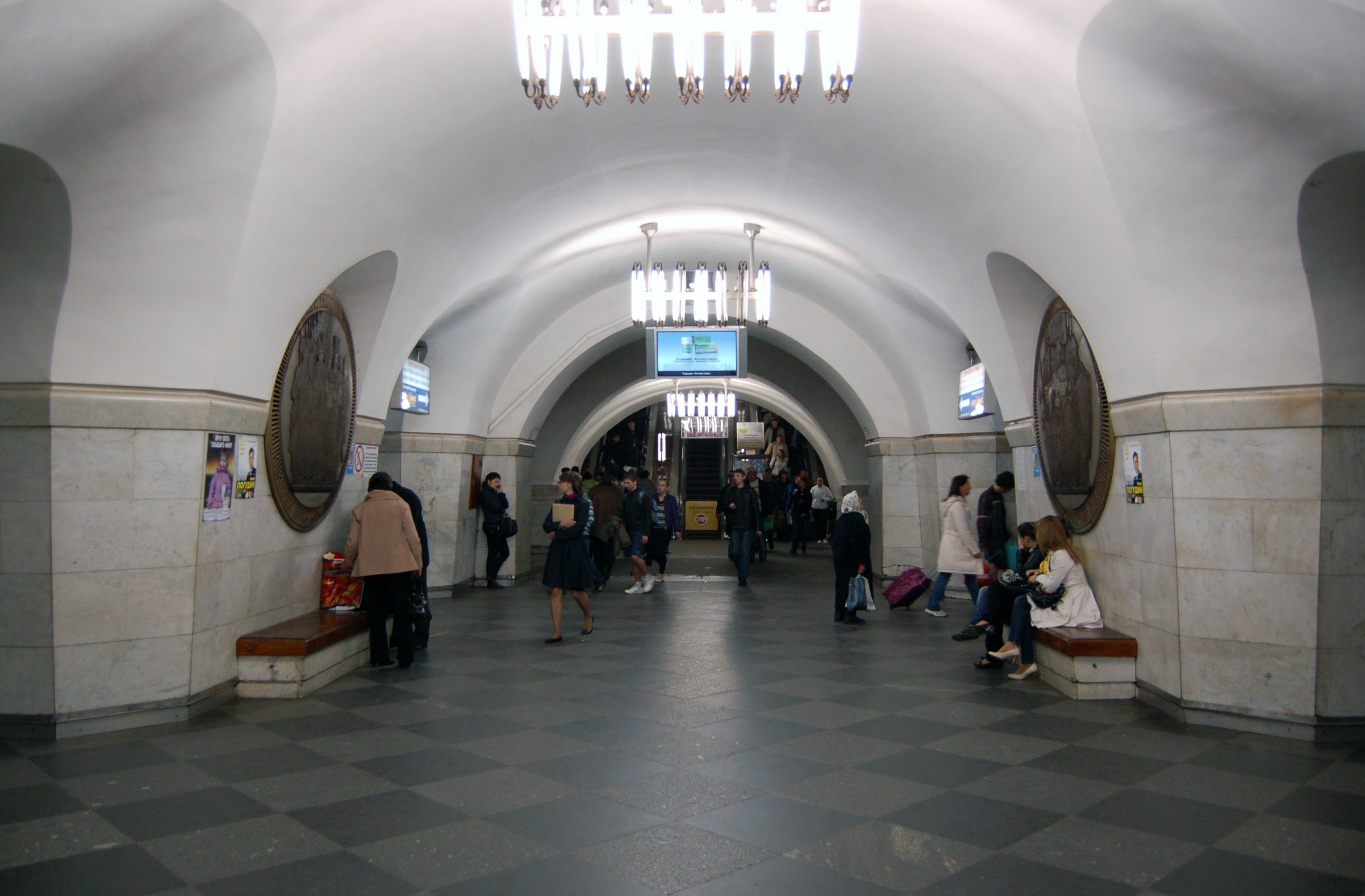
Центральний зал, вигляд на ескалатори
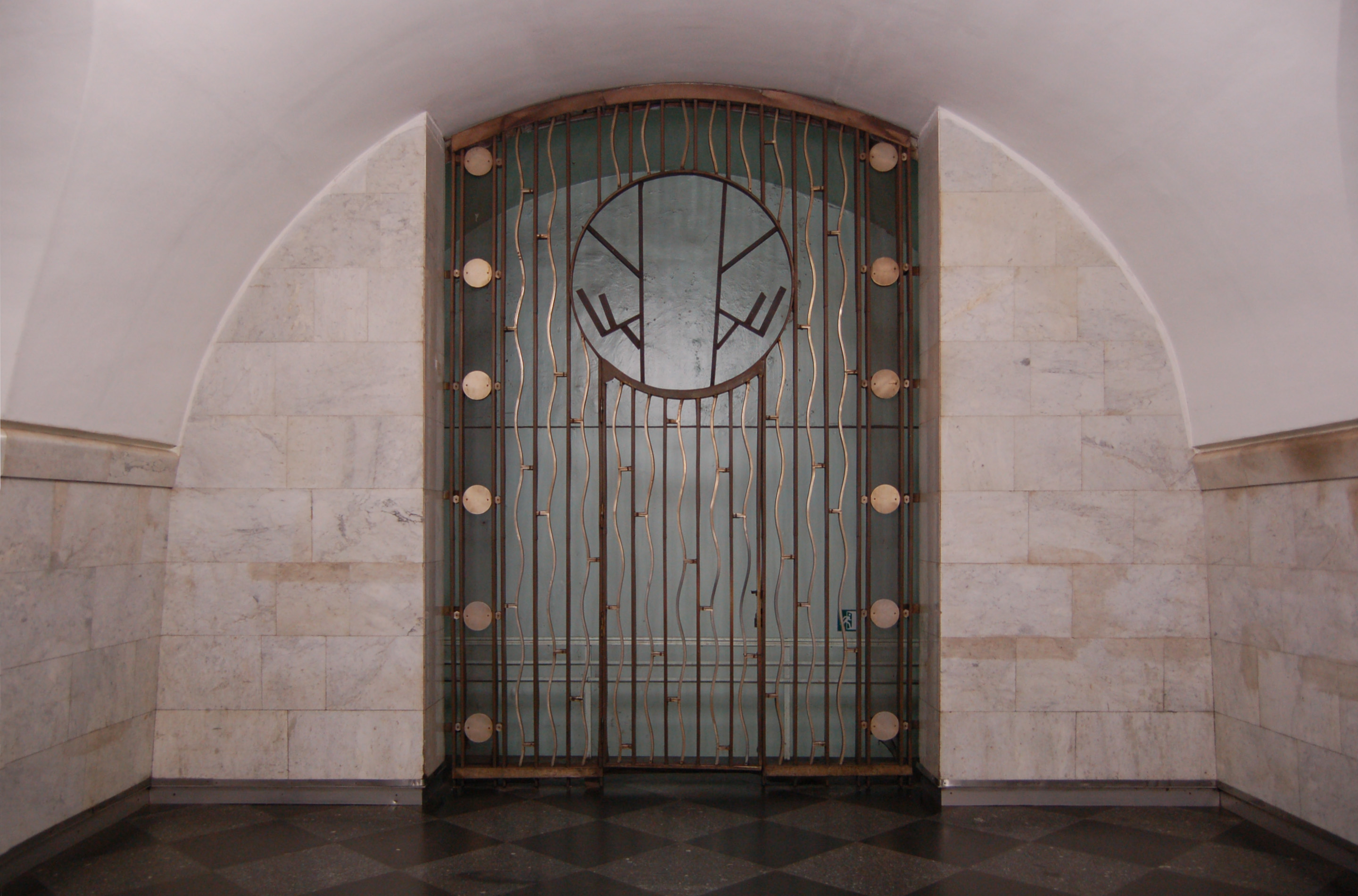
Декоративна решітка у торці центрального залу
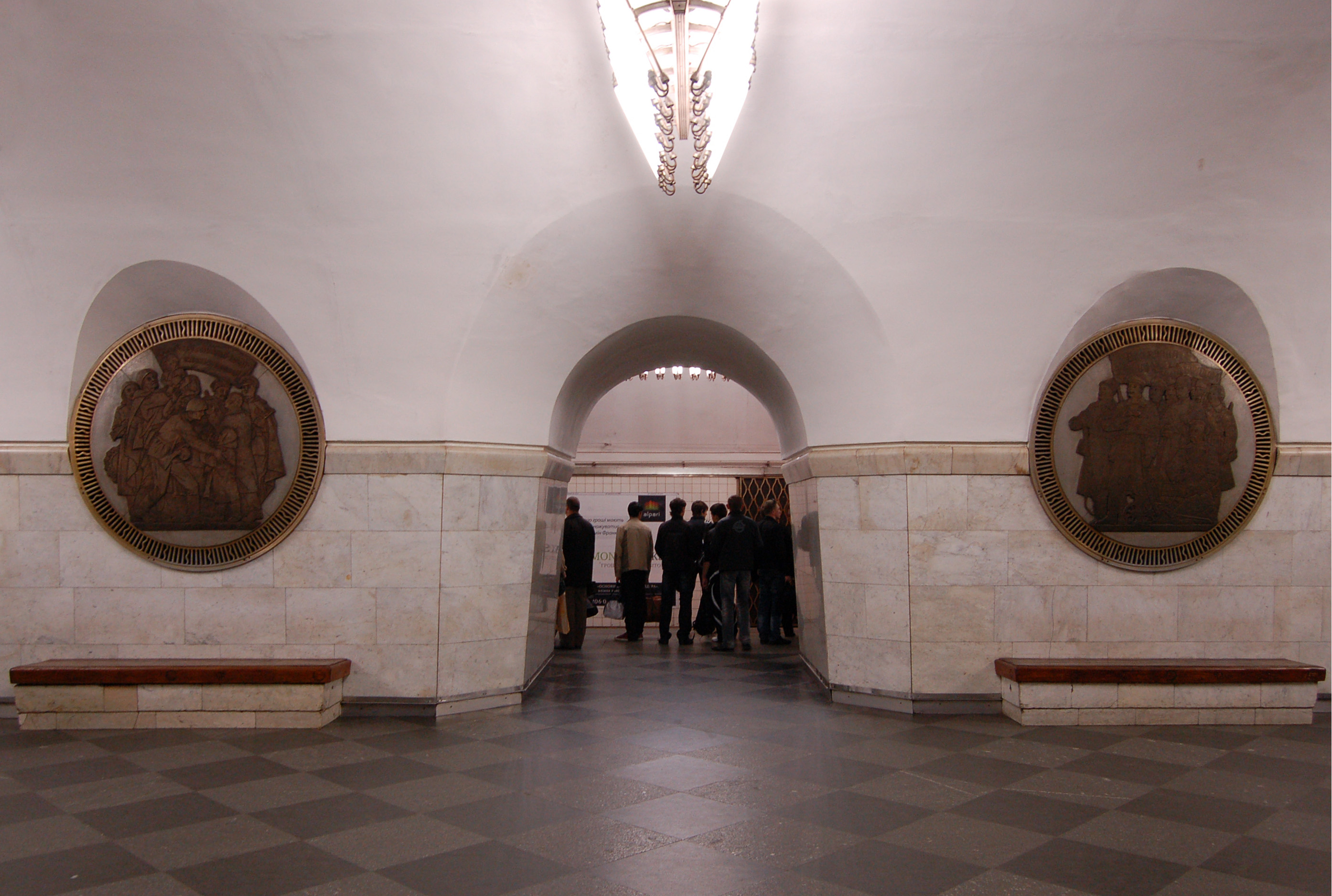
Форма пілонів
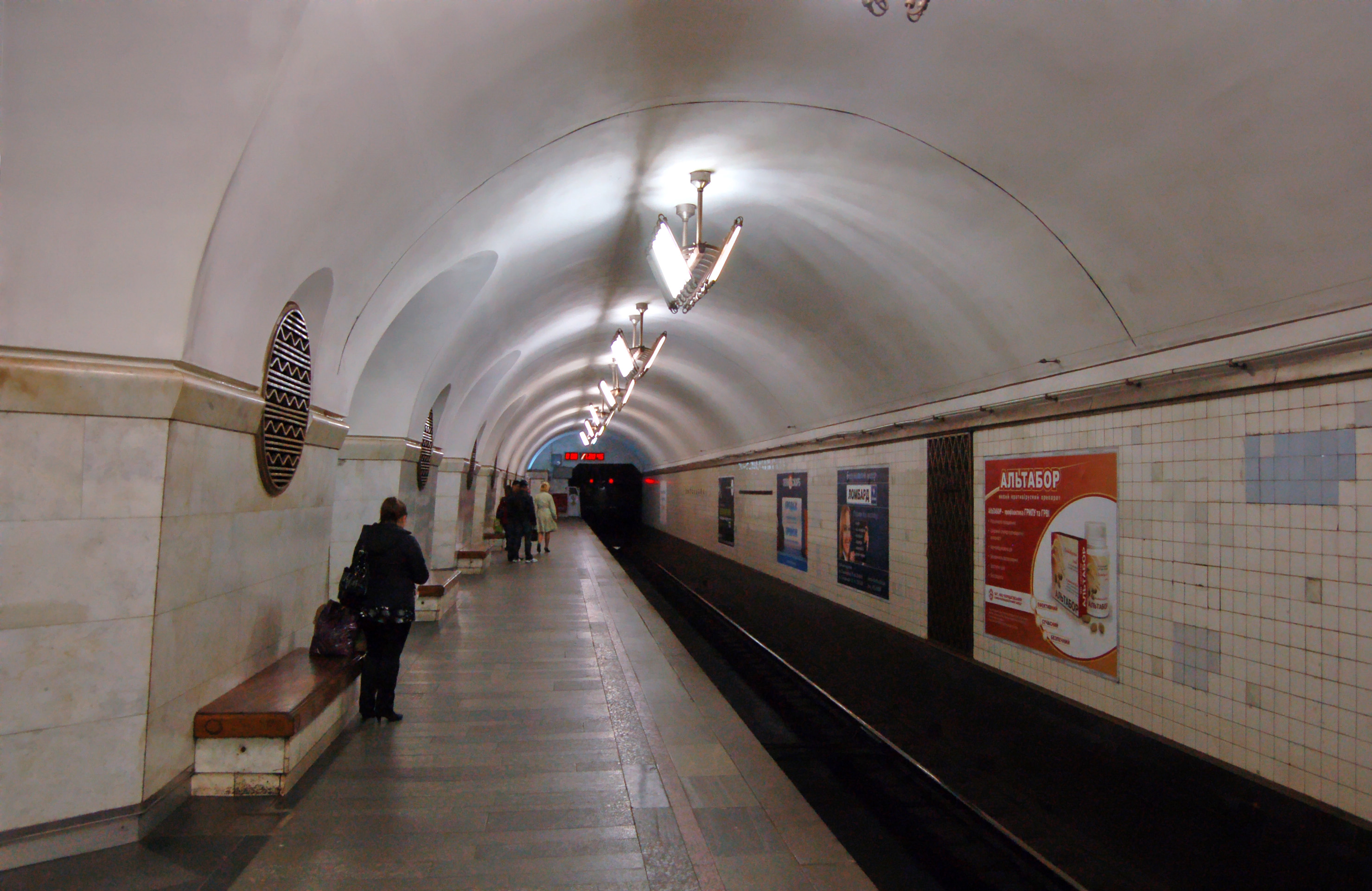
Посадкова платформа
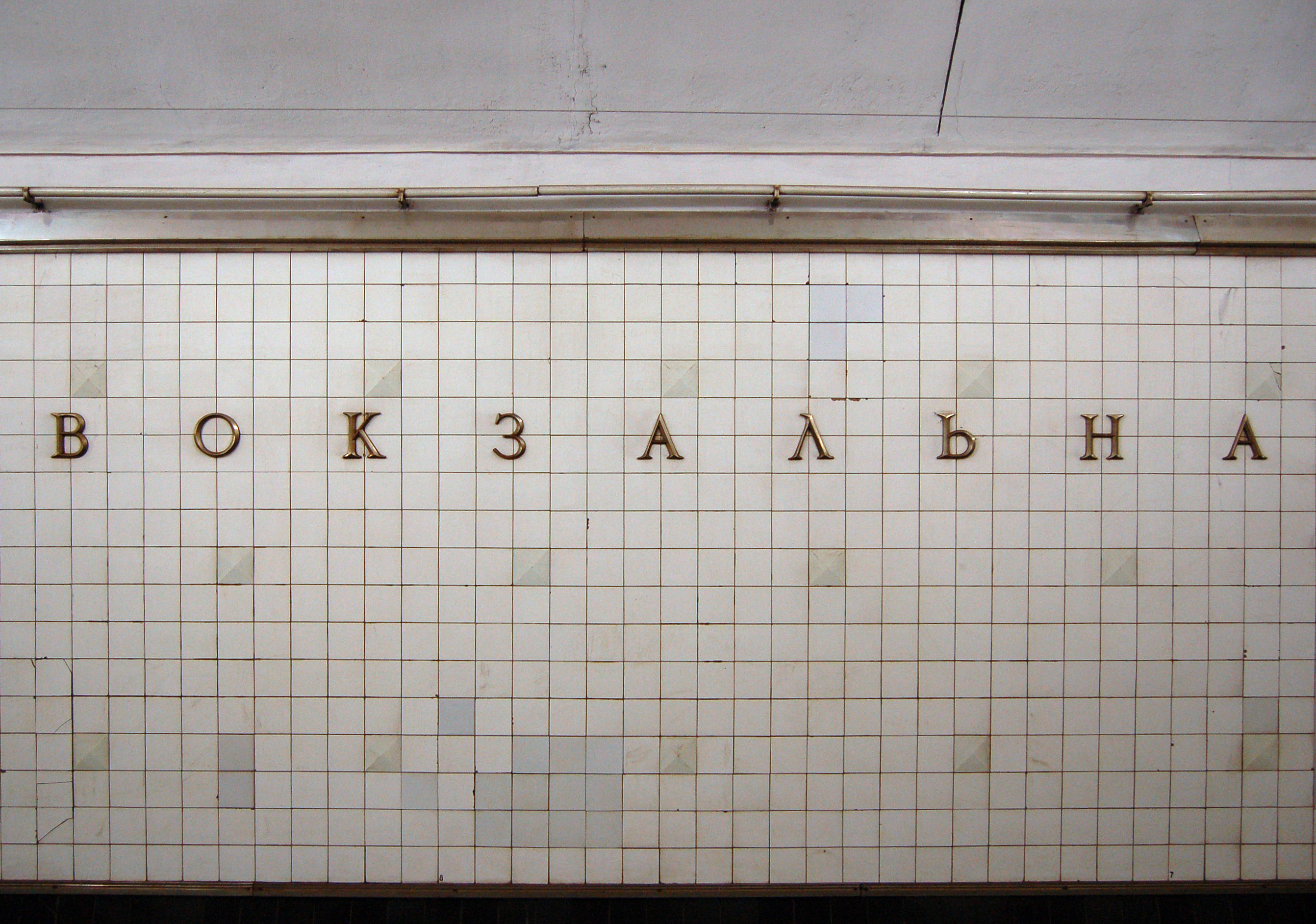
Назва станції на колійній стіні
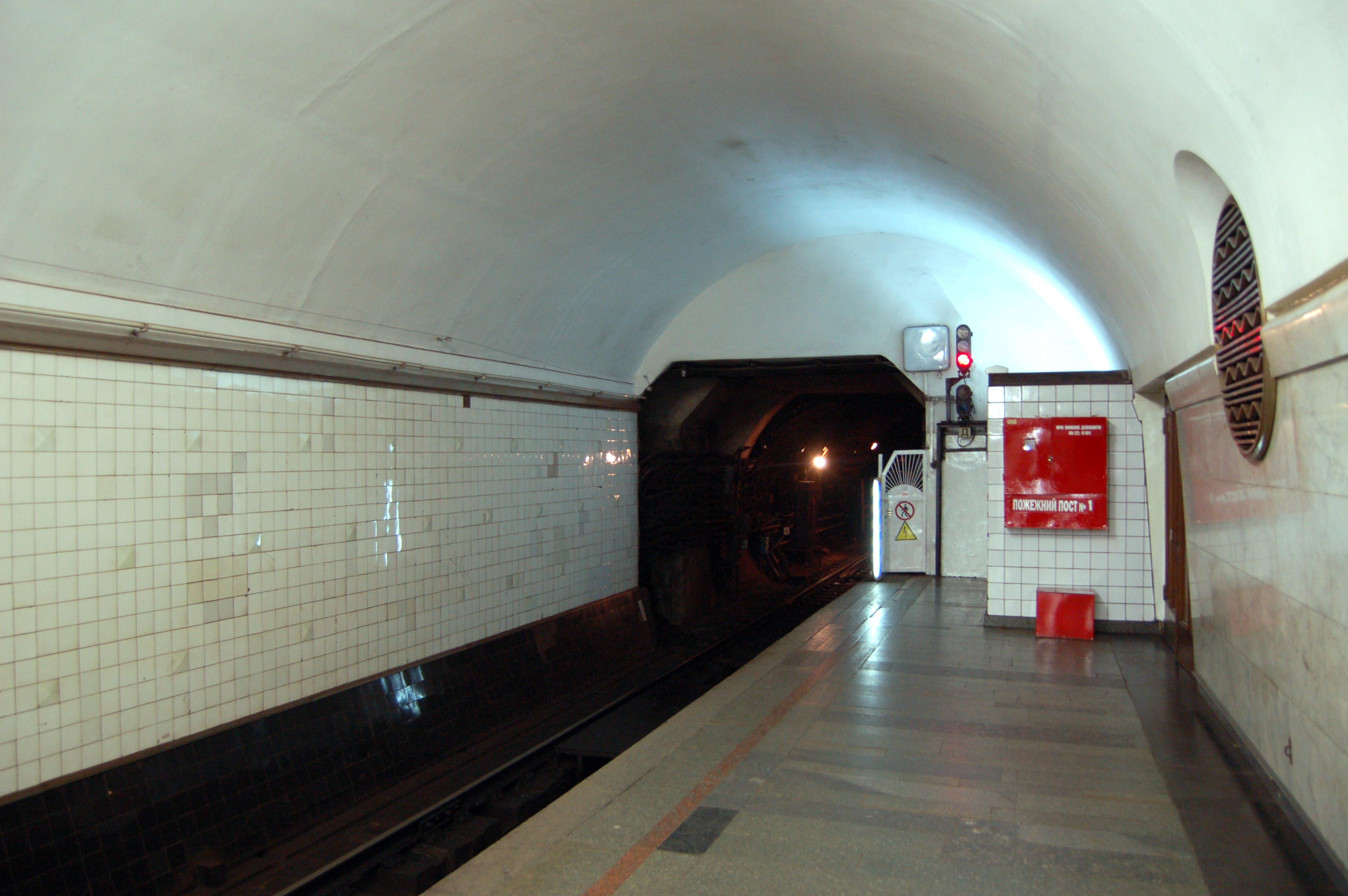
Світлофор наприкінці платформи на першій колії
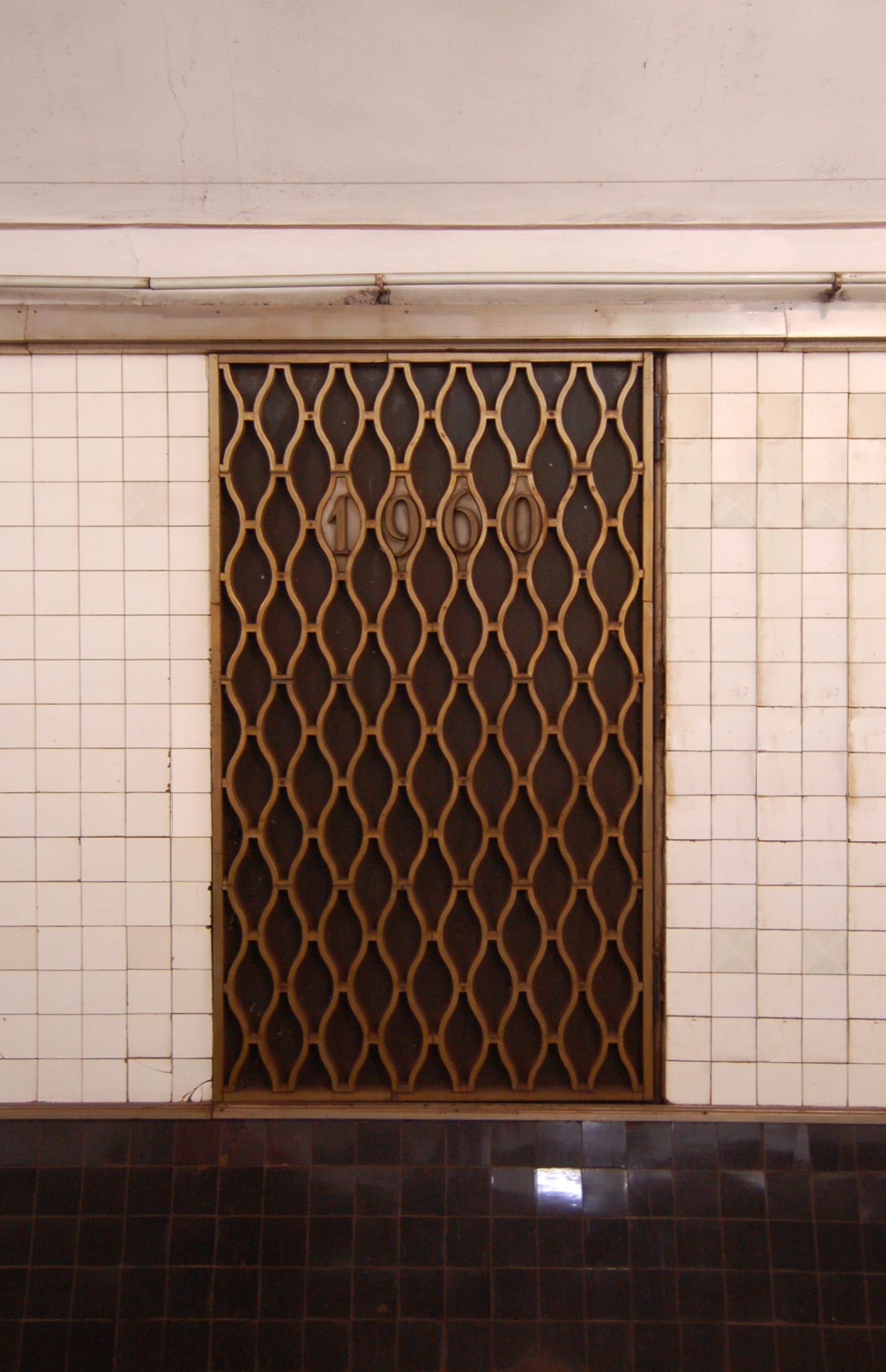
Дверцята на колійній стіні
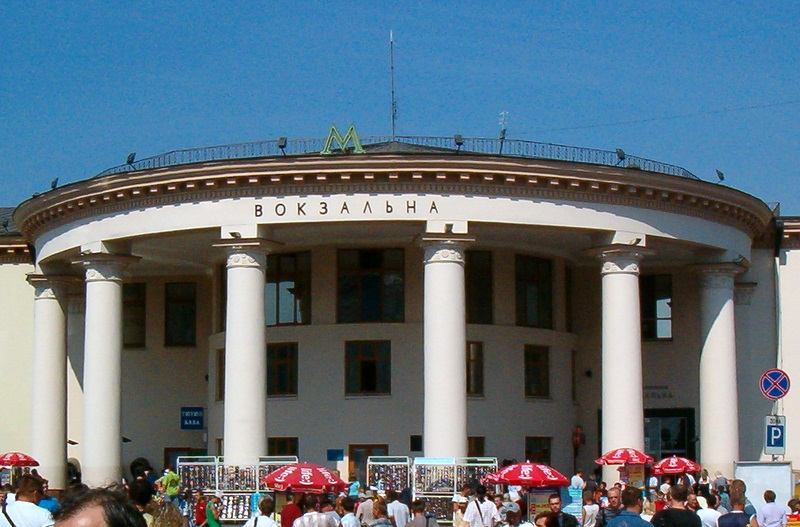
Наземний вестибюль станції
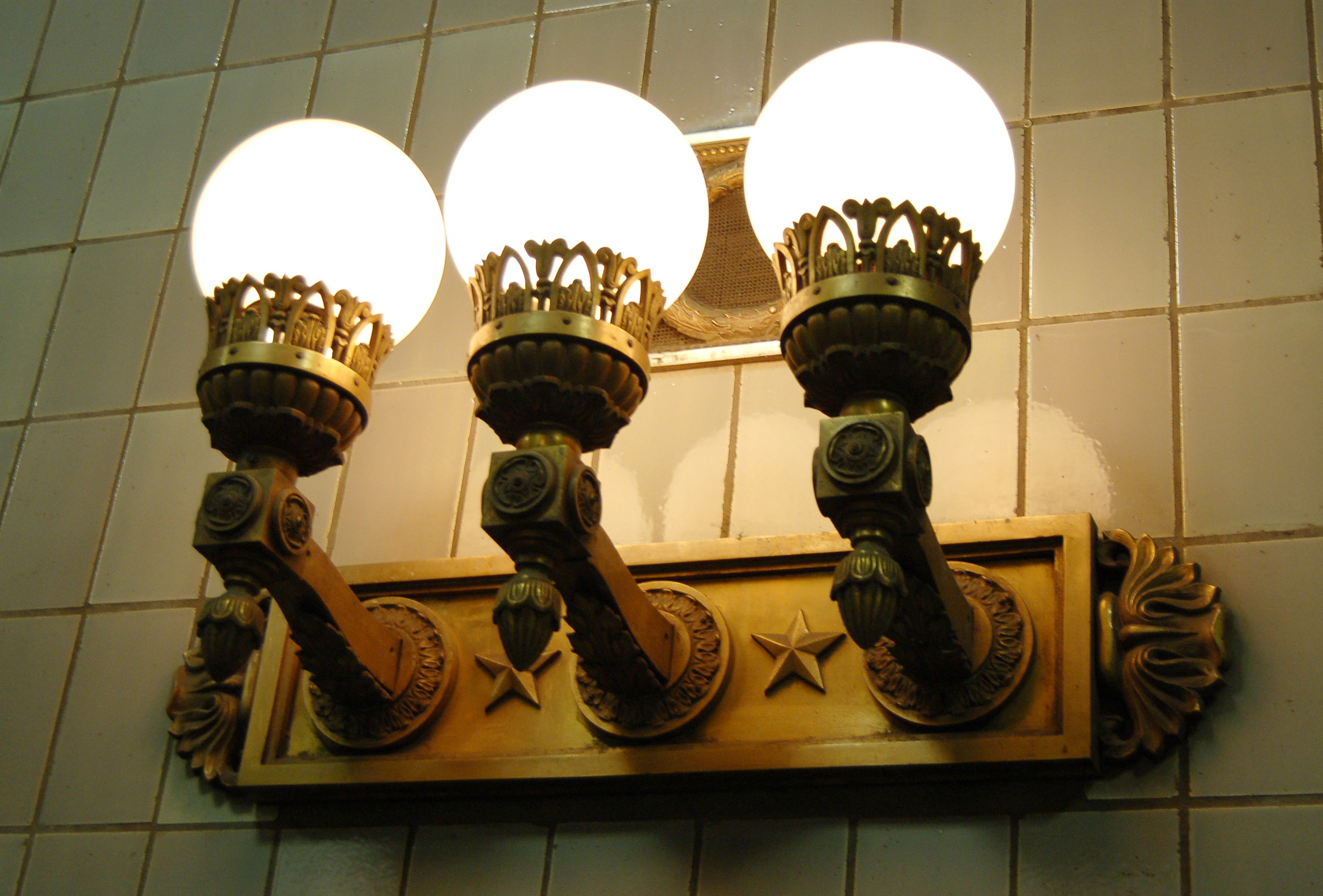
Світильники у касовому залі

Декоративні медальйони на пілонах
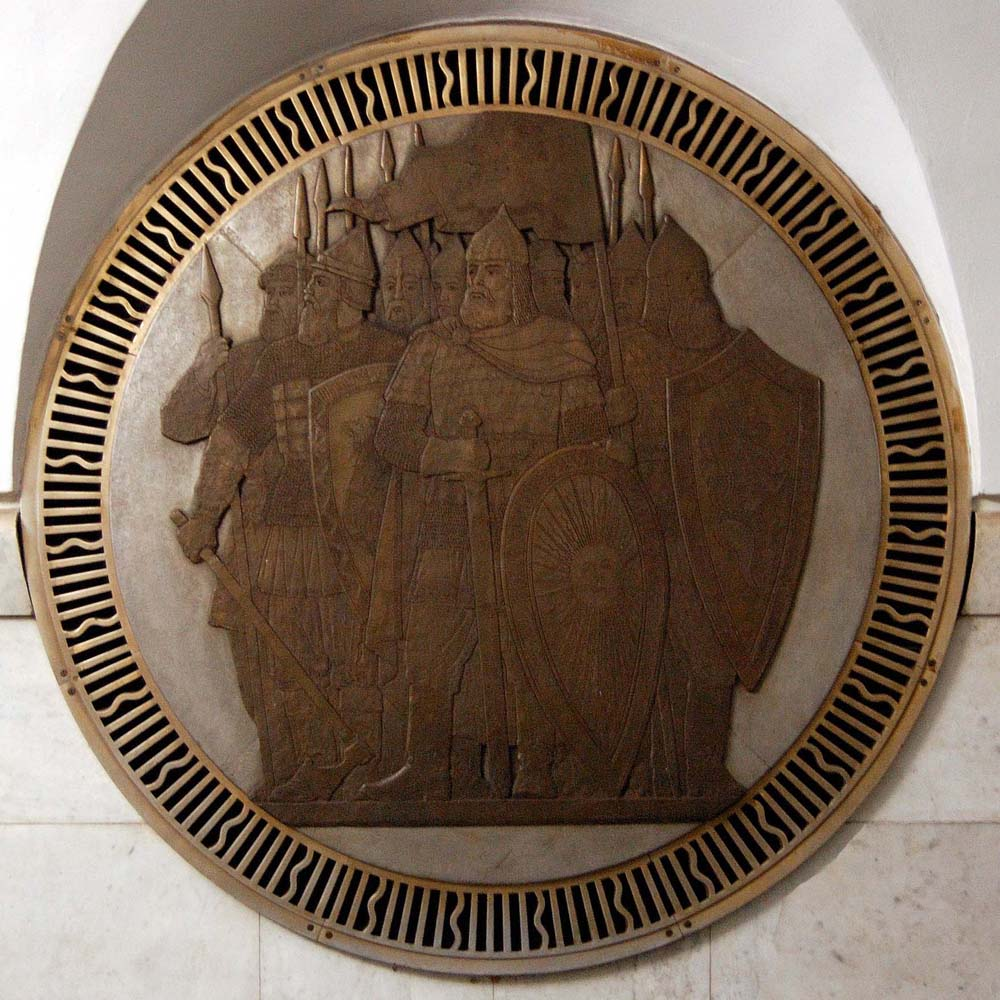
Медальйон «Давньоруські вітязі»
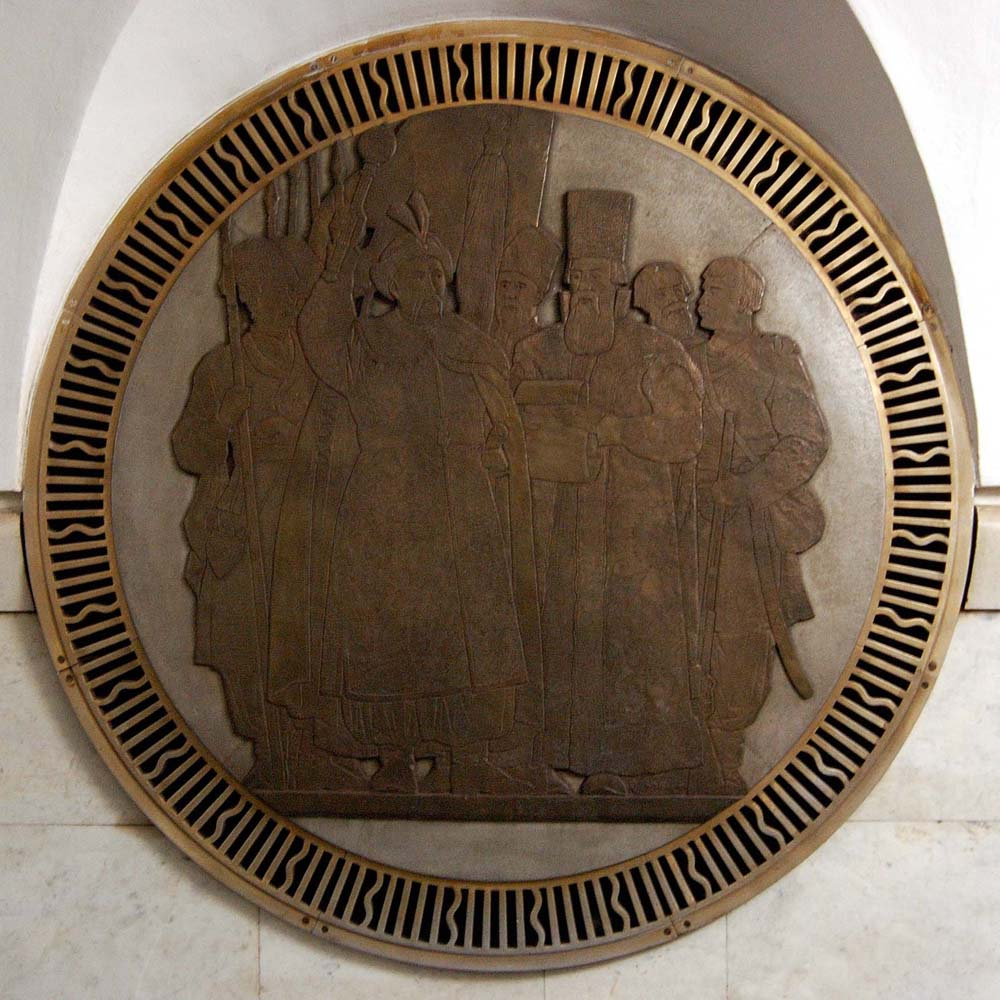
Медальйон «Переяславська рада»
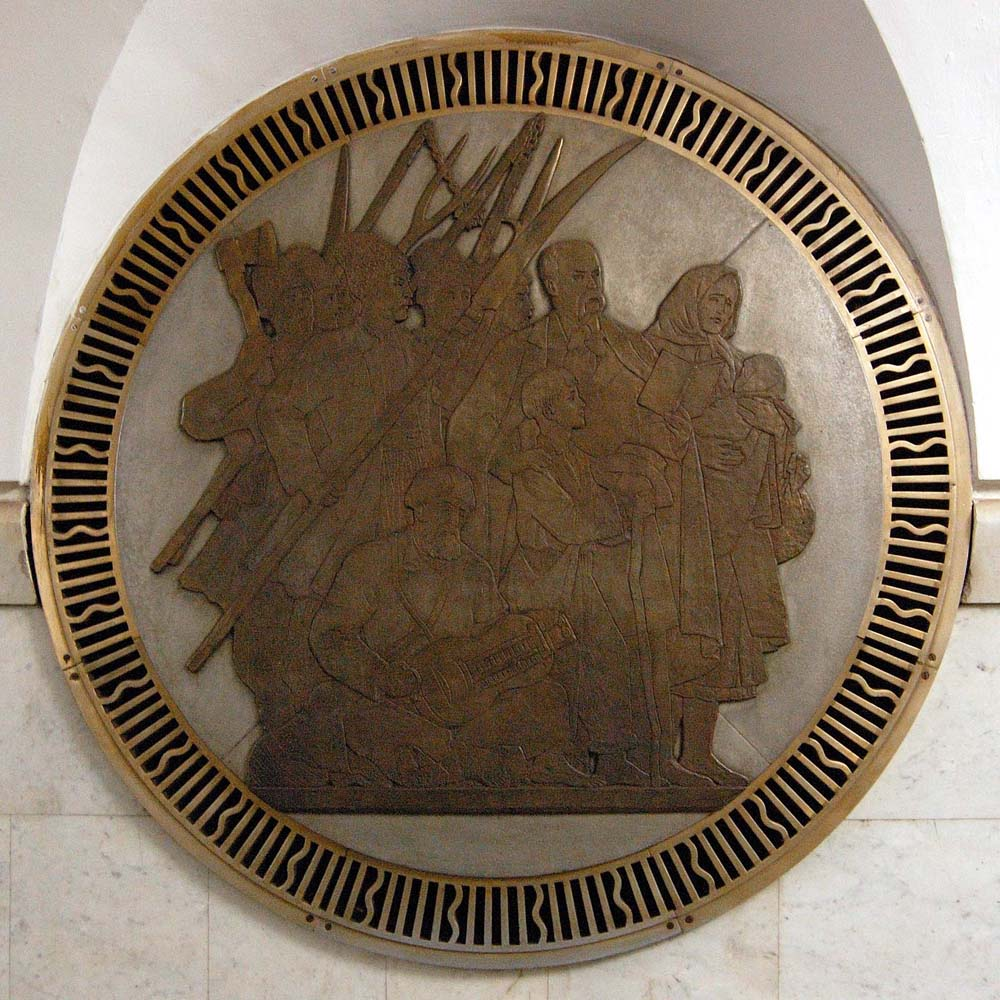
Медальйон «Селянске повстання»
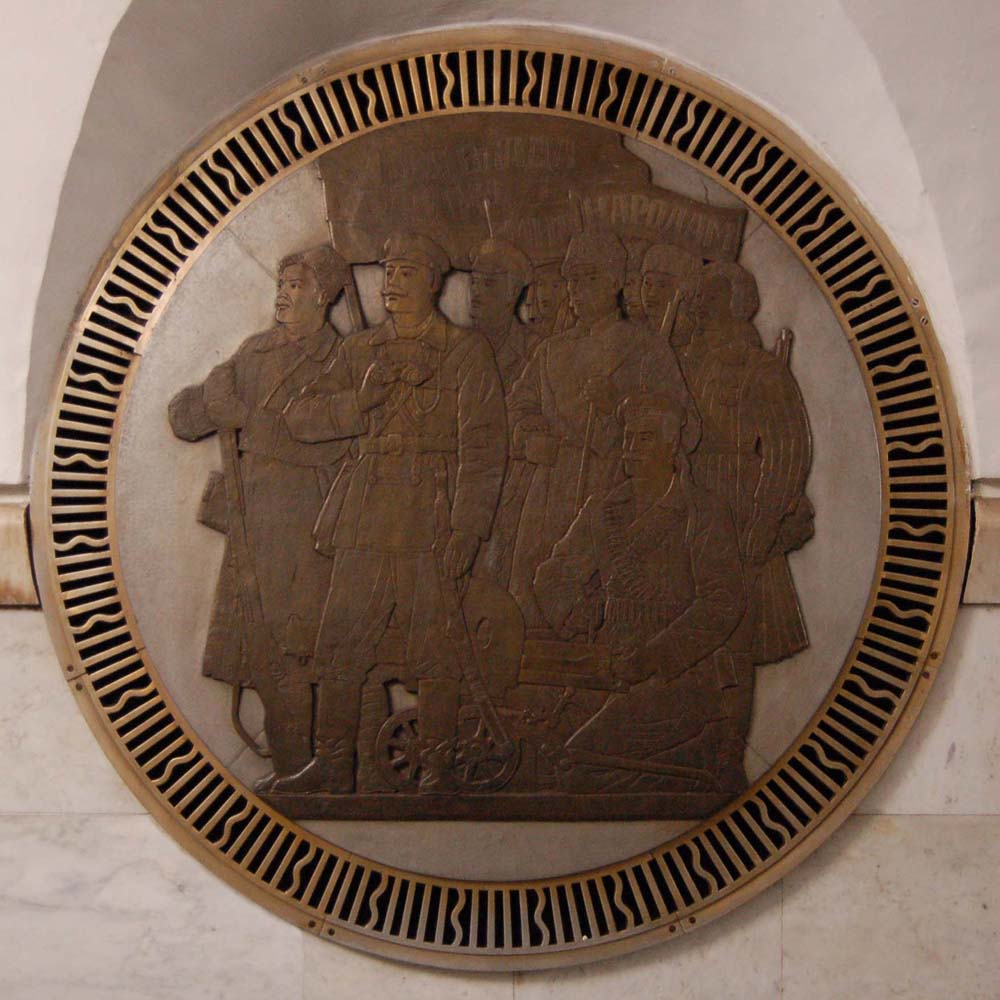
Медальйон «За владу Рад!»
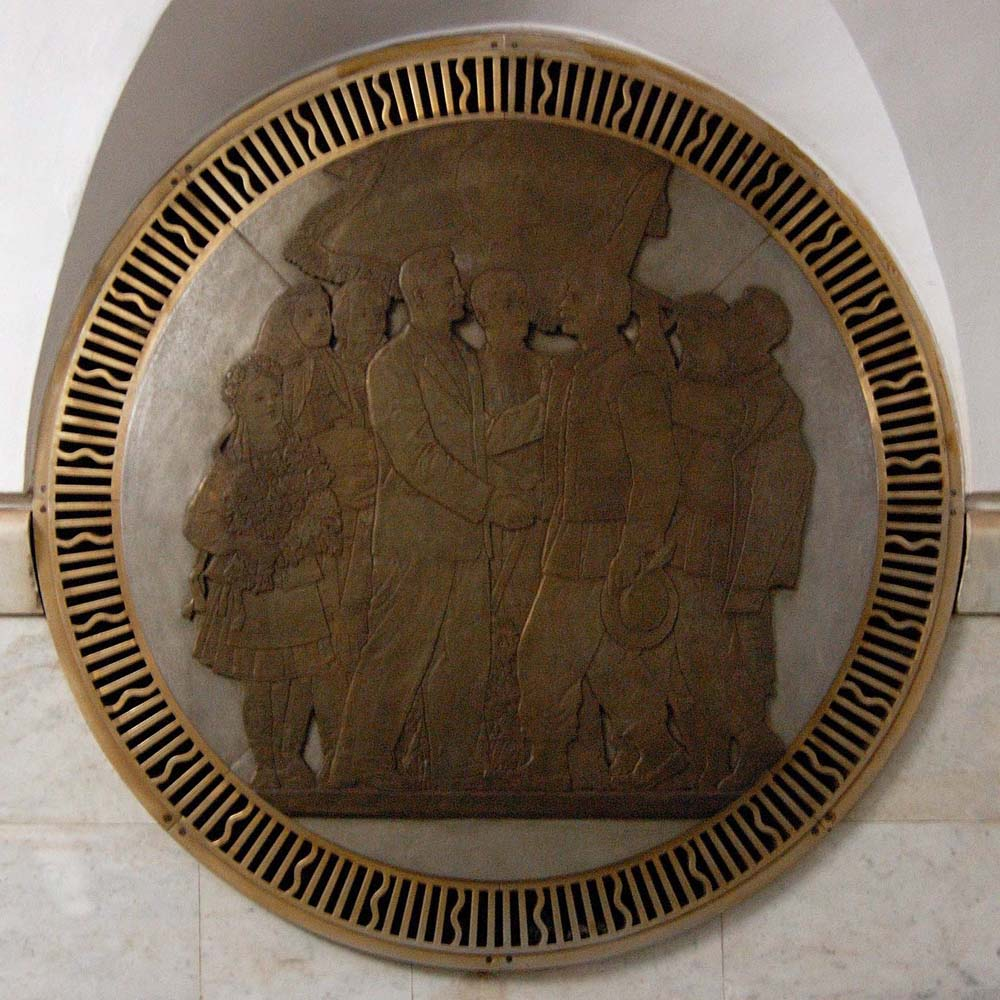
Медальйон «Возз'єднання українських земель, 1939 рік»
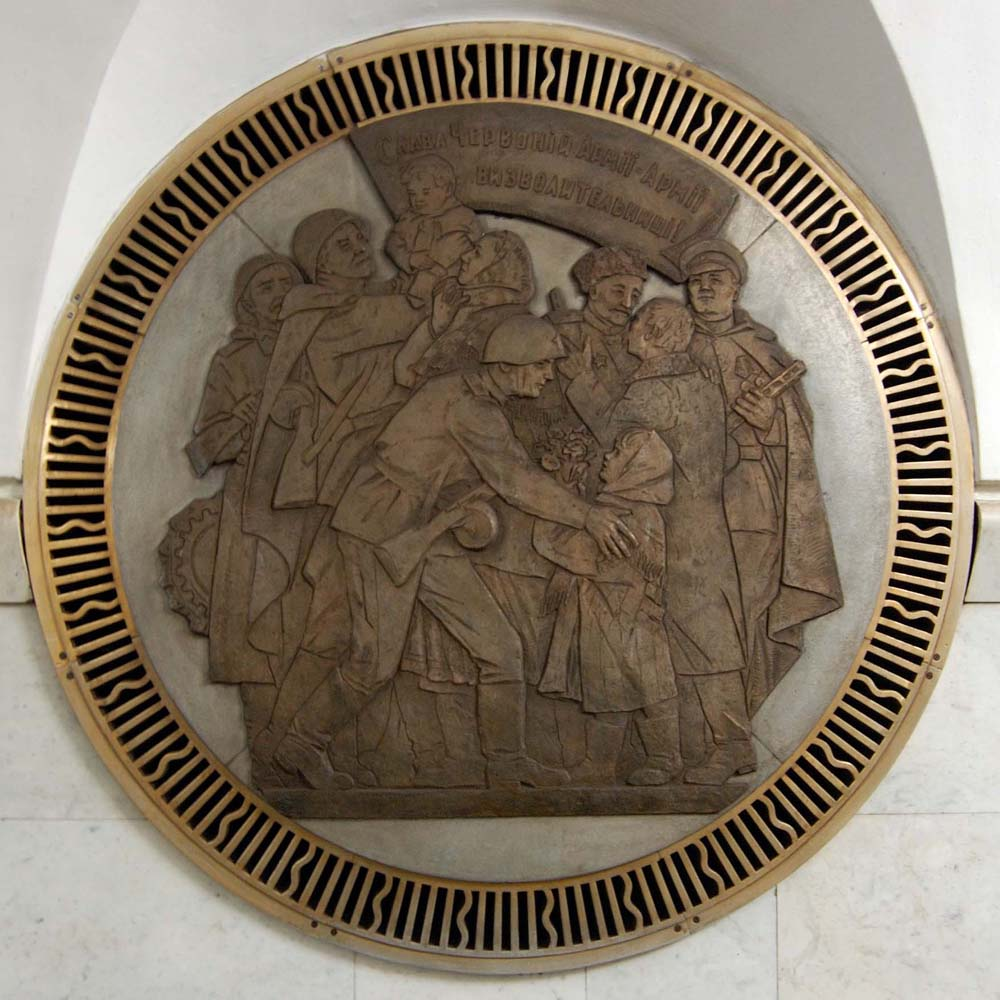
Медальйон «Велика Вітчизняна війна»
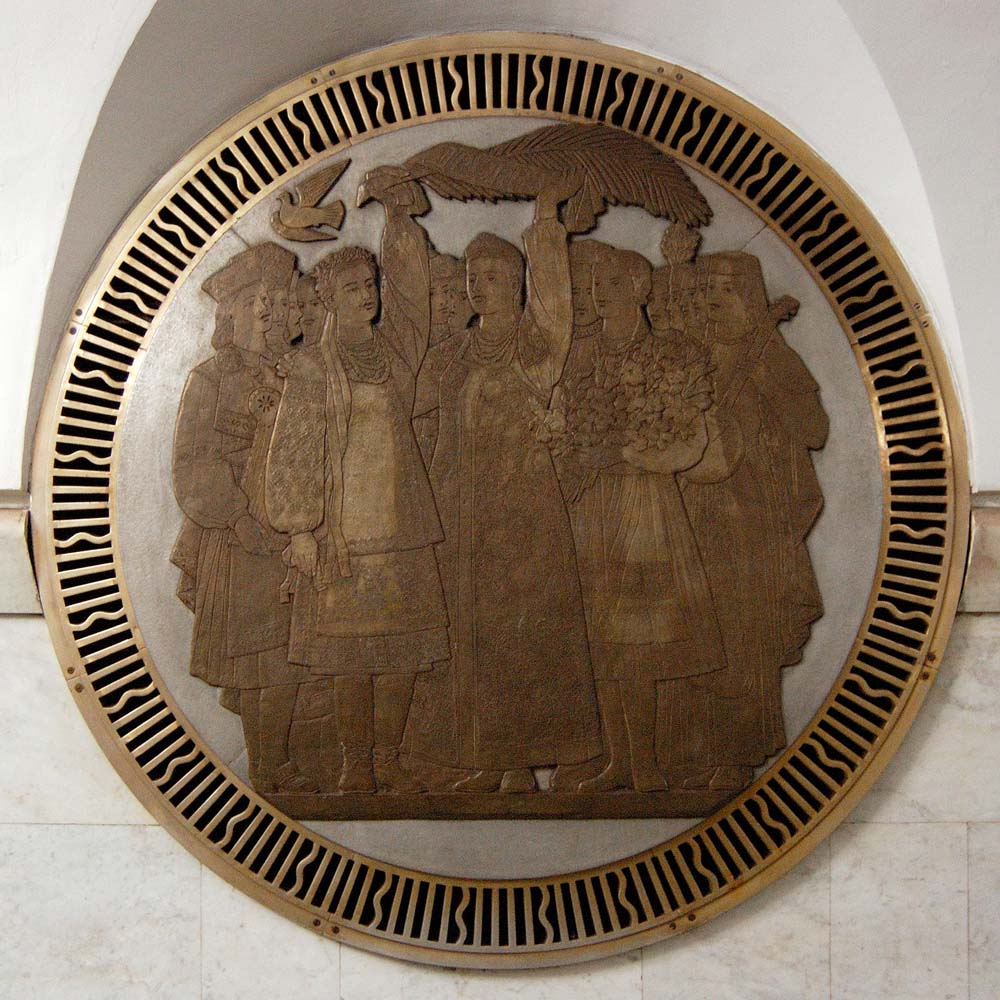
Медальйон «Дружба народів»
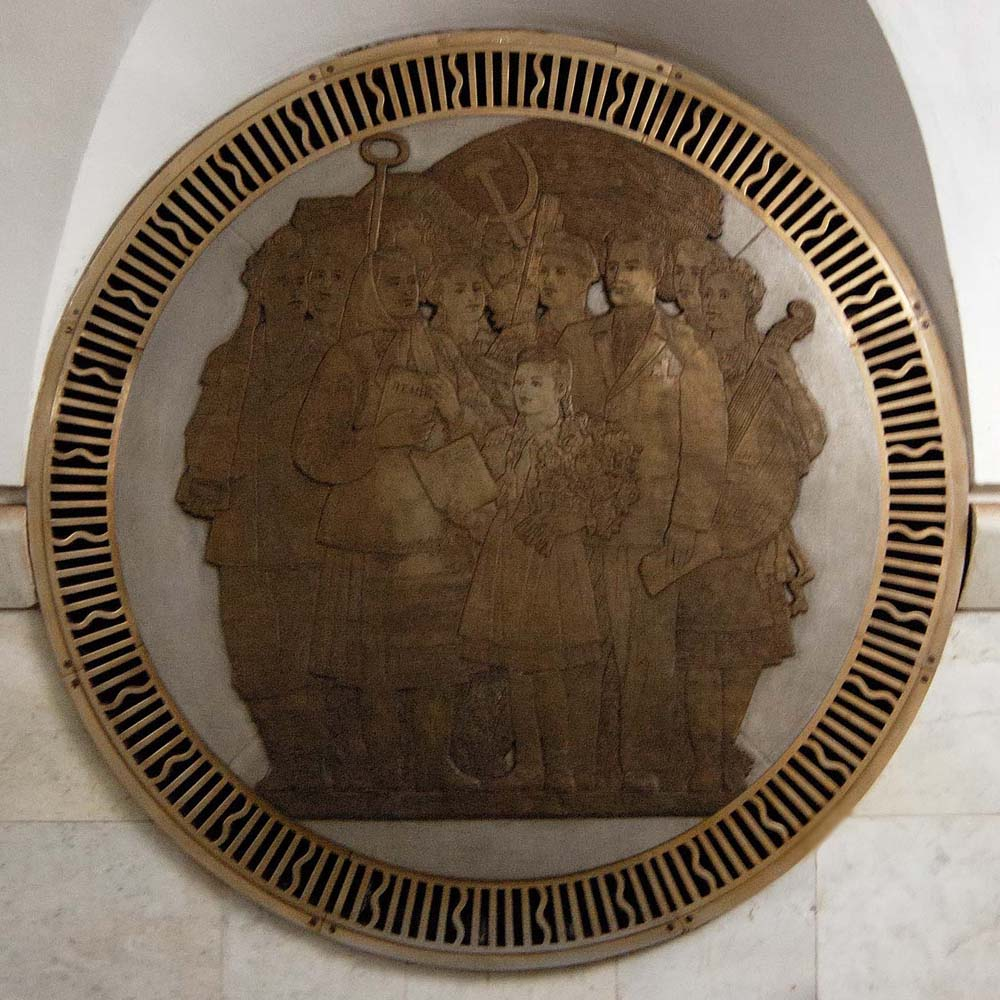
Медальйон «В сім'ї вольній, новій»
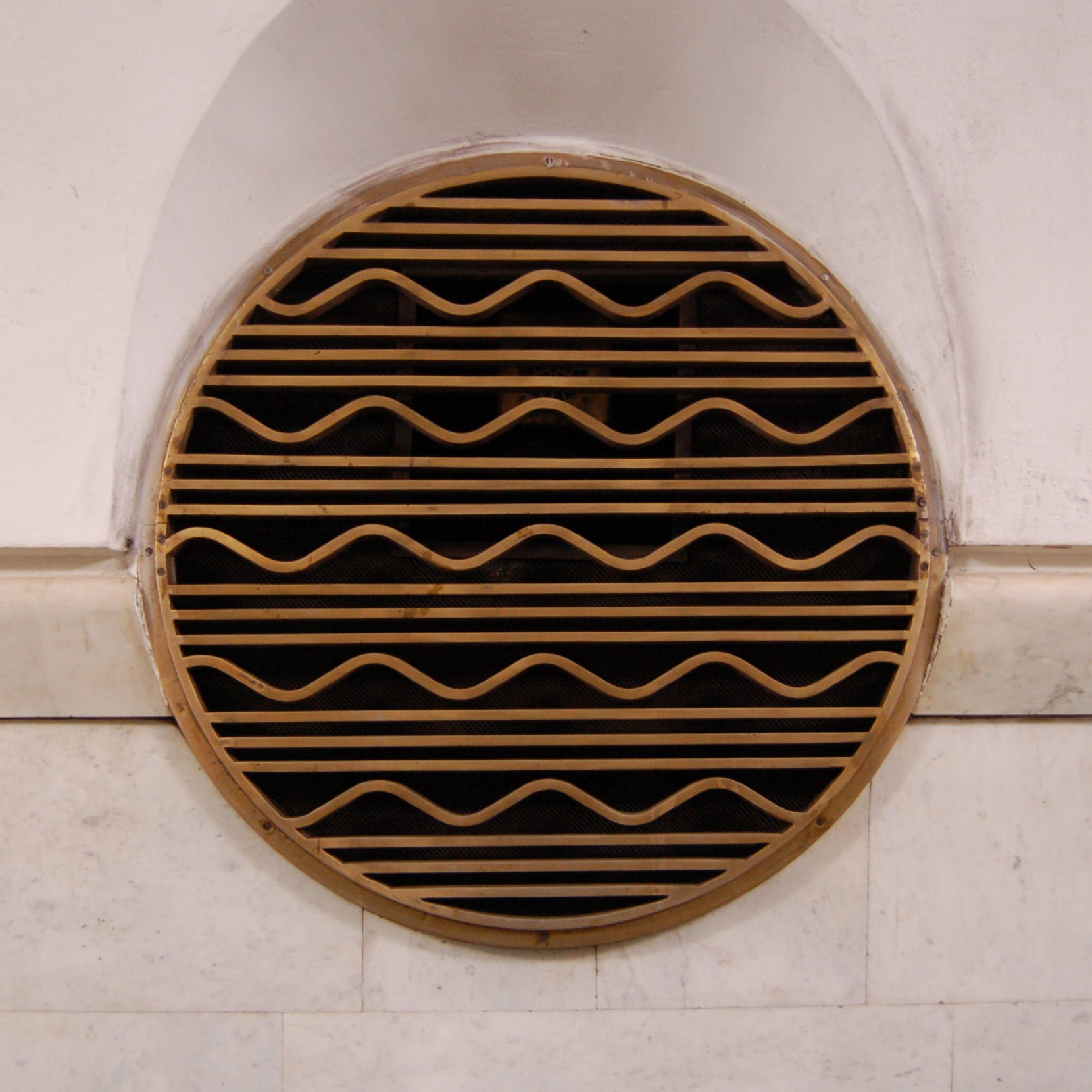
Медальйон-решітка на стіні бокового залу